# Sumner County, Kansas
Sumner County är ett administrativt område i delstaten Kansas, USA, med 24 132 invånare. Den administrativa huvudorten (county seat) är Wellington.

## Geografi
Enligt United States Census Bureau har countyt en total area på 3 069 km². 3 061 km² av den arean är land och 8 km² är vatten.

### Angränsande countyn
- Sedgwick County - norr
- Butler County - nordost
- Cowley County - öst
- Kay County, Oklahoma - sydost
- Grant County, Oklahoma - sydväst
- Harper County - väst
- Kingman County - nordväst

### Orter
- Argonia
- Belle Plaine
- Caldwell
- Conway Springs
- Geuda Springs (delvis i Cowley County)
- Hunnewell
- Mayfield
- Milan
- Milton
- Mulvane (delvis i Sedgwick County)
- Oxford
- South Haven
- Wellington (huvudort)